# Conseil de la Côte centrale (Tasmanie)
Pour les articles homonymes, voir Brighton et Côte centrale.
Ne doit pas être confondu avec Conseil de la Côte centrale (Nouvelle-Galles du Sud).
Le Conseil de la Côte centrale est une zone d'administration locale sur la côte nord de la Tasmanie en Australie entre les villes de Devonport et Burnie.
La principale ville est Ulverstone et il y a des villes moins importantes comme Forth, Penguin et Turners Beach.
Le conseil abrite les centres touristiques de Leven Canyon et de Black Bluff, ainsi qu'un petit nombre de propriétés agricoles comme Upper Castra.